# Boghos Bedros XI Emanuelian
Boghos Bedros XI Emanuelian (Armeens: Պօղոս Պետրոս ԺԱ Էմմանուէլեան) (Telerpen (Syrië), 16 januari 1829 – Constantinopel, 18 april 1904) was een katholikos-patriarch van de Armeens-Katholieke Kerk.
Boghos Emanuelian werd op 26 augustus 1881 benoemd tot bisschop van Cesarea in Cappadocië; zijn bisschopswijding vond plaats in 1881.
Emanuelian werd op 26 juli 1899 door de synode van de Armeens-katholieke Kerk gekozen tot katholikos-patriarch van Cilicië van de Armeniërs als opvolger van Stepanos Bedros X Azarian die op 1 mei 1899 was overleden. Emanuelian nam daarop de naam Boghos Bedros XI Emanuelian aan. Zijn benoeming werd op 14 december 1899 bevestigd door paus Leo XIII. De zetel van het patriarchaat was gevestigd in Constantinopel.